# Maximilian Betzler
Maximilian Betzler (* 9. Mai 1891 in Ulm; † 21. März 1988 in Geislingen) war ein deutscher Generalveterinär der Wehrmacht.

## Leben
Hans Bethcke studierte Tiermedizin in Berlin und gehörte ab 1911 der Berliner Burschenschaft Obotritia an. Er kämpfte im Ersten Weltkrieg und bestand 1915 als Feldunterveterinär seine tierärztliche Fachprüfung. Am 14. Juli 1915 zum Veterinär befördert, wurde er 1917 mit dem Ritterkreuz II. Klasse mit Schwertern des Königlich Württembergischen Friedrichs-Orden ausgezeichnet. Im Ulanen-Regiment 20 wurde er am 15. September 1918 zum Oberveterinär befördert.
Nach dem Krieg diente er im Reichsheer der Reichswehr, ab 1. August 1928 als Stabsveterinär. Am 1. Februar 1932 zum Oberstabsveterinär befördert, war er im gleichen Jahr im 9. Infanterie-Regiment und wurde am 1. Januar 1935 Oberfeldveterinär.
1938 wurde er Leiter des Lehrganges II der Heeres-Veterinär-Akademie und in dieser Position am 1. April 1939 Oberstveterinär. Ab 5. Oktober 1941 war er Armeeveterinär der 4. Panzerarmee und Kommandeur des Lehrganges II der Heeres-Veterinär-Akademie. Ab dem 5. Februar 1942 war er Armeeveterinär der 2. Panzerarmee. Am 1. August 1942 wurde er Generalveterinär. Mit Kriegsende kam er in Kriegsgefangenschaft, aus welcher er 1946 entlassen wurde.
Nach dem Krieg veröffentlichte er für die deutsche Abteilung der kriegsgeschichtlichen Forschungsgruppe der United States Army, der Operational History (German) Section der Historical Division, eine Studie zu Pferdeseuchen.
Später wurde er in Geislingen Regierungs-Veterinärrat. Am 17. Mai 1956 ging er in den Ruhestand.

## Schriften (Auswahl)
- Phaseolusarten als Pferdefutter ungeeignet. In: Zeitschrift für Veterinärkunde, 1922, Heft 4, S. 13.
- Die wichtigsten Pferdeverluste im Reichsheer in 5 Jahren. 1923–1927. Wandtafel, Hauptner, Berlin, 1928.
- Neue Wandtafel über die wichtigsten Pferdeverluste durch die verschiedenen Krankheiten. Zwei Tafeln, Hauptner, Berlin, 1932.
- Die Erziehung des Nachwuchses der Veterinäroffiziere des Beurlaubtenstandes an der Heeres-Veterinärakademie Hannover. In: Zeitschrift für Veterinärkunde mit besonderer Berücksichtigung der Hygiene, Band 51, 1939, S. 125–141.
- Der Heeresveterinärdienst. Allgemeines–Organisatorisches–Aufgaben. In: Deutsche Tierärztliche Wochenschrift 47, 1939, S. 623–626.
- Pferdeseuchen im Ostfeldzug. Studiengruppe Wehrmachtführung und Heer, D-098, 1947.